# 富士见丘女子短期大学
富士见丘女子短期大学（日语：／ Fujimigaoka Joshi Tanki Daigaku *），简称富短大是一所位于日本静冈县三岛市的私立短期大学。2009年正式廢校。

## 概要

### 简介
- 短期大学为于1965年开办、由学校法人富士见丘学园[1]。招生到1968年、正式停办于2009年[1]。

### 历史
- 1965年 富士见丘女子短期大学成立并同时设置两个学科即日文科、家政科[1]。
- 1967年 日文科改编为文科。文科分离为日文专攻和英文专攻。家政科分离为家政专攻和食物营养专攻[1]。
- 1968年 短期大学招生最后、次年停止招生[1]。
- 2009年 今年3月31日正式停办[1]。

## 学校环境
- 校区：在了静冈县三岛市[注 1]

## 历任校长
- 茂木ヒイ：第一代短期大学校长[2]。

## 组织

### 学科
- 文科
  - 日文专攻
  - 英文专攻
- 家政科
  - 家政专攻
  - 食物营养专攻

### 专科
| - 无 |

### 业余课程
| - 无 |

## 相关链接
- 日本短期大学列表